# Movimento sadrista
Movimento sadrista é um movimento nacional fundamentalista islâmico do Iraque. Liderado por Muqtada al-Sadr, o movimento tem sua base de apoio em diversas camadas da sociedade do país, e especialmente entre a parcela mais pobre da população xiita. O responsável por estabelecer as metas e a filosofia do movimento foi Mohamed Sadeq al-Sadr, embora Mohammad Baqir al-Sadr também tenha exercido uma influência importante. 
O movimento é religioso e populista; sua meta é uma sociedade ordenada por meio de uma combinação de leis religiosas e costumes tribais. O Partido Islâmico da Virtude é um ramo menor do movimento sadrista que acabou por se tornar seu rival.
Durante as eleições regionais do Iraque de 2009 os sadristas concorreram sob a legenda Movimento Livre Independente, e receberam 9,8% dos votos, conquistando 43 de 440 assentos disponíveis, e chegando em terceiro lugar, perdendo apenas para a Coalizão do Estado da Lei e o Conselho Islâmico Supremo do Iraque.